# Sokrates (Bunker)
Der Großbunker Sokrates war der Gefechtsstand der 2. Jagd-Division im Zweiten Weltkrieg in Stade.

## Geschichte
Nach der Aufstellung des Stabes der 2. Jagd-Division in Stade wurde in der Bremervörder Straße 111 im Frühjahr 1942 ein einfaches Ziegelbauwerk als Gefechtsstand errichtet. Es bestand aus einem dreigeschossigen Haupthaus, zwei zweigeschossigen Anbauten und zwei zweigeschossigen Querflügeln. Ein großes Tarnnetz überspannte das mit Tarnfarbe angestrichene Gebäude. Zum Schutz des Personals gab es auf dem Vorfeld einen unterirdischen gedeckten Splitterschutzunterstand.
Anfang des Jahres 1943 stand fest, dass der Gefechtsstand zu klein wurde. Außerdem war er nicht bombensicher. Deshalb wurde der Bau eines Großbunkers unter der Leitung des Luftwaffenamts im Luftgau XI angeordnet.
Damit sich das Gebäude möglichst unauffällig in die Landschaft einfügt wurde am Osthang des Schwarzen Berges südlich der Schützenhalle eine terrassenartige Senke geschaffen. Der Aushub wurde unterhalb des Schwarzen Berges zur Verbreiterung des Platzes an der Schützenhalle verwendet.
Ab Dezember 1943 wurde der Betrieb im Großbunker Sokrates aufgenommen und erreichte Anfang 1944 die volle Betriebsfähigkeit. Der Betrieb wurde rund um die Uhr durch drei Schichten mit jeweils 300 Personen aufrechterhalten.
Ein Brand am 17. Februar 1944 richtete keinen großen Schaden an und beeinträchtigte die Einsatzfähigkeit des Gefechtsstands nicht weiter.
Ab dem 1. Oktober 1944 wurden durch die sog. Aktion „Heldenklau“ der Wehrmacht die fronttauglichen Fachleute an die Front geschickt. Durch diesen Verlust an erfahrenem Personal sank die Leistungsfähigkeit des Gefechtsstands.
Am 9. April 1945 wurde der Großbunker Ziel eines Bombenangriffs. Bomben fielen in die Schwingewiesen östlich des Schwarzen Berges bis nach Wiepenkathen, auf den Hohenwedel und auf den Schwarzen Berg südwestlich des Bunkers. Der alte Gefechtsstand wurde getroffen und die Sendebaracke auf dem Hohenwedel wurde zerstört. Ein Soldat starb in dem Deckungsloch neben der Baracke durch einen Volltreffer. Nach dem Luftangriff standen die Flure des Bunkers der Bevölkerung als Luftschutzraum zur Verfügung.
In der Nacht zum 20. April 1945 wurde der Gefechtsstand unbrauchbar gemacht und am 1. Mai 1945 von britischen Truppen besetzt.
Nach dem Krieg diente der Bunker als Lager. Im Anbau wurde 1947 eine Schuhfabrik eingerichtet. Trotz großer Proteste der Stadt Stade und Vorschläge zur Entmilitarisierung des Bunkers durch Teilsprengungen wurde der Bunker am 1. November 1948 um 11:00 Uhr gesprengt. Dabei wurden neben den von Flüchtlingen bewohnten Baracken auch weitere Zivilgebäude zum Teil stark beschädigt. Die Schadenssumme wurde später auf 31.238,60 DM festgelegt. Die Beseitigung der Schäden dauerte mehr als zwei Jahre.
Der entstandene Stahlbetonberg war ein gefährlicher Platz. Am 16. Dezember kam ein Kind beim Spielen in den Betontrümmern zu Tode. Erst 1952 schloss die Stadt Stade mit dem Abbruchunternehmen Franke & Co. einen Vertrag über den Abbruch der Bunkertrümmer ab. Ende 1957 sind die letzten Trümmer des Bunkers beseitigt worden.
Der alte Gefechtsstand wurde im Rahmen des Krankenhausneubaus abgerissen.